# Institución Educativa Emblemática Nuestra Señora de Guadalupe
El Primer Colegio Nacional Benemérito de la República Nuestra Señora de Guadalupe es un colegio laico de educación pública. Fundado en la calle Chacarilla del barrio de Guadalupe, en Lima (Perú), el 14 de noviembre de 1840. En 1909, se trasladó a su sede final de la avenida Alfonso Ugarte, construida durante el primer gobierno de Augusto Leguía.

## Historia

### Primera mitad delsigloXIX
En 1839, durante el segundo gobierno del presidente Agustín Gamarra, ya existían en Lima numerosos establecimientos educativos estatales y particulares destinados a carreras como abogados, sacerdotes o médicos, por lo que se hacía necesario un colegio preparatorio o elemental. Impulsados por esta motivación el hacendado iqueño Domingo Elías y el acaudalado español José Nicolás Rodrigo Moreno, en un aviso publicado el 14 de noviembre de 1840 anunciaban que habían decidido abrir para el próximo año el colegio Nuestra Señora de Guadalupe, poniendo bajo la inmediata dirección de un eclesiástico.
El colegio se inaugura el 7 de febrero de 1841 como establecimiento particular dedicado a la enseñanza primaria, ocupando el recién refaccionado local del Estanco de Tabaco cedido por el gobierno, ubicado en la calle de la Chacarilla, en las inmediaciones del actual parque Universitario y detrás del actual edificio Alzamora Valdez, local de los organismos judiciales de Lima (el mismo que entre las décadas de 1950 y 1990 fuera sede del Ministerio de Educación). Como vicerrector fue contratado el señor Ramón Azcarate, un distinguido marino español, y como capellán iba el padre fray Juan Vargas. Fue por iniciativa de este último que el colegio adoptó el nombre de Nuestra Señora de Guadalupe. Inicialmente se dictaron las siguientes clases: Gramática Castellana, Geografía y Matemáticas, a cargo de Azcárate; Religión, por fray Juan Vargas; primeras letras y francés por el profesor Blanco Batlles; dibujo, por Ignacio Merino; y música, por Mateo Rosas y Miguel Távara. El número de alumnos llegaba a 40.
En 1842, Domingo Elías contrata los servicios del español liberal Sebastián Lorente como rector del plantel. La presencia de Lorente significó la elevación de la calidad de la enseñanza convirtiéndose el colegio Guadalupe en un centro de instrucción media superior y, además, en el antagonista ideológico del Convictorio de San Carlos, baluarte del conservadurismo, cuyo rector era el célebre religioso Bartolomé Herrera.
A Sebastián Lorente le suceden los hermanos Gálvez (José y Pedro Gálvez Egúsquiza), exalumnos del Convictorio de San Carlos. La rivalidad académica, ideológica y política entre estos colegios (el Guadalupe partidario del liberalismo y el San Carlos defensor del conservadurismo) y sus representantes persiste hasta 1852, año en que el colegio Guadalupe es clausurado por el presidente José Rufino Echenique.

### Segunda mitad delsigloXIX
En 1855, la revolución liberal triunfó y el nuevo presidente, mariscal Ramón Castilla promulgó un nuevo Reglamento de Instrucción Pública. El colegio Guadalupe fue nacionalizado por decreto del 7 de abril de 1855, y recategorizado como un plantel de educación media; es decir, quedó desligado de impartir instrucción superior. Sin embargo, siguió manteniendo su prestigio y calidad educativa durante la segunda mitad del siglo XIX.
Muchos guadalupanos se sumaron como voluntarios en el combate del Callao del 2 de mayo de 1866. Allí precisamente falleció de manera heroica el ministro de Guerra José Gálvez Egúsquiza, que había sido rector del colegio en 1851.

### Época de la guerra del Pacífico
Durante la guerra del Pacífico, muchos guadalupanos se enrolaron en los batallones que partieron a luchar a las provincias de Tarapacá y Arica. Tras la derrota de los ejércitos del sur, Lima se preparó para la defensa. Profesores y alumnos del colegio se enrolaron en el batallón de Reserva N.º 2 comandado por Manuel Lecca y que defendió la capital en el Reducto N.º 1 de Miraflores. La historia registra el valor que los guadalupanos desplegaron en la batalla de Miraflores, librada el 15 de enero de 1881. Entre los que cayeron en acción estuvieron César Figueroa Toledo y Manuel Fernando Bonilla; este último, que solo contaba con 13 años de edad, murió destrozado por una granada enemiga. Muchos salieron heridos y otros lograron sobrevivir. Entre ellos, Enrique Echecopar, Pedro Dávalos, Arturo Menaut y Abel Trefogli.
Tras su victoria, el ejército chileno ocupó Lima. En agosto de 1881, el local del colegio fue tomado por los chilenos, que lo convirtieron temporalmente en cuartel. Ante este hecho, los pocos enseres que quedaban fueron puestos a resguardo. Poco después el colegio fue reabierto como instituto particular, con autorización del Concejo, pero el gobierno de Francisco García Calderón le volvió a otorgar el carácter de nacional. En 1882, asumió su dirección Cesáreo Chacaltana; sin embargo, poco después tuvo que partir al destierro. Su sucesor, Manuel Marcos Salazar, también debió abandonar Lima en 1883, perseguido por las autoridades de ocupación. El nuevo director, Ricardo Saavedra, se encargó del traslado del colegio al tradicional edificio de la calle Chacarilla. Finalizada la guerra y repatriadas las tropas chilenas, el colegio era un ejemplo más del vandalismo y pillaje desatado por los invasores en suelo peruano: laboratorios, gabinetes, museo de historia natural y biblioteca habían desaparecido o estaban en escombros; hasta los pisos y las puertas faltaban.

### Período de Reconstrucción Nacional

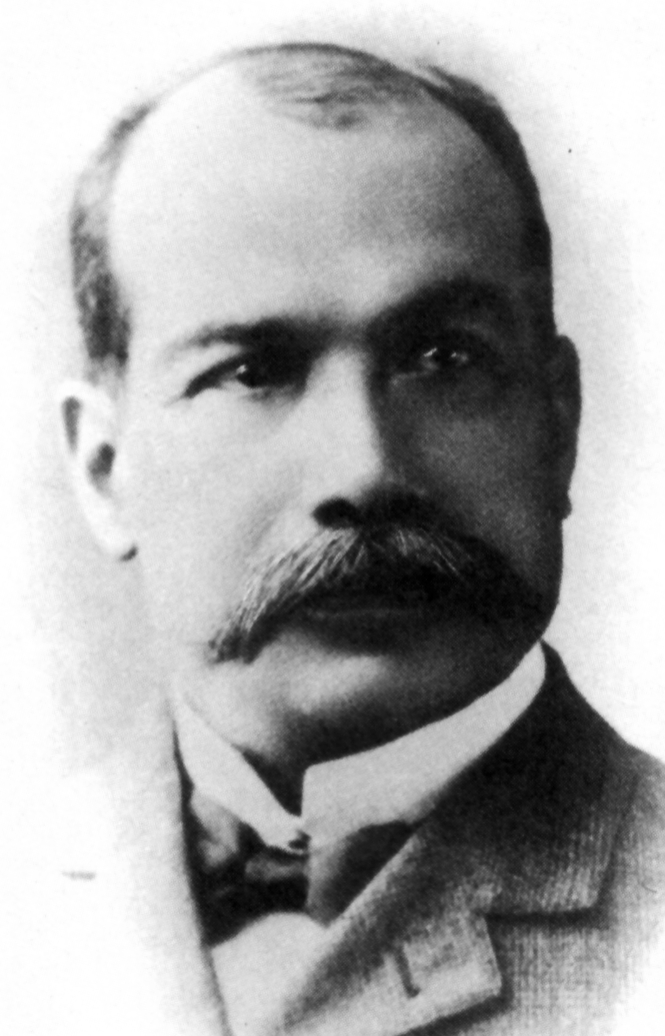
Pedro A. Labarthe (1855-1905), ilustre pedagogo limeño, que fue director del Guadalupe.

En 1884 el director Pedro A. Labarthe efectuó intensas gestiones para la refacción del colegio, obra que debería ejecutar a fin de evitar su total deterioro. Ante la estrechez de recursos, se consideró la posibilidad del cierre del plantel, lo que se evitó por el desprendimiento del profesorado, que ya durante la ocupación chilena había realizado su labor sin cobrar. El año escolar de 1884 se completó y en 1885 la penuria económica se palió en parte, pues el Congreso adjudicó al colegio las rentas de la hacienda Santa Beatriz, gracias a las gestiones del diputado Francisco M. Fernández, que desde entonces fue conocido como el “Benefactor”.
De 1886 a 1899, ejerció su dirección Sebastián Lorente Benel (hijo del maestro e historiador del mismo nombre), a quien le correspondió restablecer en su normalidad la vida institucional del colegio, pese a la estrechez económica. Una de las características de esta dirección fue la rígida disciplina implantada, para lo que se contó con el apoyo de inspectores de formación militar. El conflicto motivado entre Lorente y un grupo de profesores reformistas dio lugar al retiro del primero. Tras la dirección interina de Francisco Romero, llegó en 1903 una misión belga que se encargó de la reforma del plantel, asumiendo la dirección uno de sus miembros, Julio Becker.
Bajo el segundo gobierno de Nicolás de Piérola (1895-1899) se dio la iniciativa de construir un nuevo edificio para el colegio. La comisión Haussmann, proveniente de Francia, recomendó su nuevo emplazamiento en la actual avenida Alfonso Ugarte, formando el colegio parte de un bulevar con el Hospital Loayza, Bartolomé Herrera, plaza Dos de Mayo, etc. Este paseo seguía la traza de las antiguas murallas de Lima.
El 22 de septiembre de 1897, la junta departamental aprobó la adquisición del terreno, de 19 913 m². En 1898 el gobierno abrió un concurso público, del cual se presentaron dos proyectos; ninguno fue elegido, encargándose el proyecto al arquitecto Maximiliano Doig.
El arquitecto Doig tomó la obra la obra desde junio de 1899 hasta 1905, luego continuó bajo la dirección de Ratouin hasta 1909, finalmente lo tomarían los arquitectos Salazar y Rafael Marquina (guadalupano).

### Siglo XX: Traslado de 1909
El colegio Guadalupe ocupó su nueva sede en 1909. La capilla y el bloque posterior se concluyeron en 1911. Fue concebida para satisfacer el sistema educativo de modelo europeo, por ello su traza es de retícula conformando seis patios, cada uno de ellos destinados a una actividad escolar (patio de honor, patio de actividades recreativas: auditorio, capilla, y tres patios de aulas). En el segundo nivel se emplazaba el internado y en el patio de servicio maestranza, comedor, talleres de instrucción, almacenes entre otros. Se contrató, además, misiones belgas y alemanas para cambiar la curricula y regir el plantel. Ellos se encargaron de importar los más modernos gabinetes educativos de la época (museos de Economía, Ciencias Naturales, Electricidad, Física, Química, etc.).
La construcción de la capilla empezó en 1907, siendo culminada e inaugurada el 15 de julio de 1911, siendo los padrinos el presidente Augusto B. Leguía y su esposa. En la actualidad alberga en su altar principal la imagen de la Virgen de Guadalupe, coronada en el año 1962 como "la Patrona de la Juventud Estudiantil del Perú". La capilla representa a través del tiempo la fe católica de todo el alumnado y profesores quienes por tradición acompañan en una misa y procesión, durante la víspera del aniversario de la institución, normalmente se efectúa el 13 de noviembre de cada año (u ocasionalmente, en días previos).
Fue durante las primeras décadas que el colegio Guadalupe volvió a abandonar la formación universitaria (y es que en el colegio se enseñaban los primeros años de estudios generales universitarios) asumiendo la formación escolar hasta los dieciséis años.
El sistema educativo peruano de la primera mitad del siglo XX era meritocrático. Así el colegio Guadalupe tenía varios anexos, distribuidos en diversas partes de la ciudad. Los mejores alumnos de aquellos anexos y de los colegios nacionales en provincias eran seleccionados para estudiar en el local central de la avenida Alfonso Ugarte. Además había un examen de admisión anual. A mediados de los años 1950 (durante el gobierno del general Manuel A. Odría) estos anexos se convirtieron en grandes unidades escolares (como la GUE Alfonso Ugarte o GUE Mariano Melgar).
En 1959 por decreto ministerial, tomando en cuenta su antigüedad y su trayectoria, el colegio Guadalupe recibió el título de "Primer Colegio Nacional del Perú". Firmó el decreto el doctor Jorge Basadre, ex guadalupano y ministro de educación de la época.
Durante la década de 1950, el sistema de enseñanza cambió al modelo estadounidense; es la etapa de las grandes unidades escolares. El nuevo sistema educativo demandaba grandes áreas para las que el colegio Guadalupe no estaba preparado. Por esta razón se previó su traslado a las afueras del centro de Lima, en el distrito de Fray Martín de Porres (actual distrito de Los Olivos) Los exalumnos lograron gestionar un terreno donde se edificaría la ciudad Guadalupana y que jurídicamente sería administrado por un Patronato formado por diversos interesados en el colegio. Lamentablemente, intereses políticos derivaron en la invasión ilegal del terreno con aprobación del gobierno de turno (1985-1990), aniquilando de esta manera el sueño de muchos jóvenes estudiantes del Perú de educarse en la ciudad escolar Guadalupana. El estadio Guadalupano, no corrió con la misma suerte, ya que se emplazó a no más de un kilómetro de lo que debió ser la ciudad escolar Guadalupana, ubicada en la avenida Angélica Gamarra, entre la Panamericana Norte y el Aeropuerto Internacional Jorge Chávez.

#### El uniforme Comando
El familiar atuendo escolar que era conocido como “Comando” se creó como una alternativa para solucionar la economía de los padres de familia, debido a su variedad de uso y su durabilidad. El señor Alfredo Maccera, gerente de la división de confecciones textiles de la casa “Reiser & Curioni”, comenzó a bosquejar un diseño que reuniera las condiciones más exigibles para vestir a la juventud escolar y sobre todo con bajo costo. Corría el año 1948, y era director del Colegio Nacional de Guadalupe el entonces Comandante Gonzáles Iglesias, quien tenía la idea de un atuendo que tipificara al alumno guadalupano.
Maccera y Gonzáles Iglesias tuvieron varias conversaciones y, luego de estudiar los pro y los contras, surgió el primer modelo “Comando”, diseñado exclusivamente para el colegio Guadalupe. Ese año, el Guadalupe conquistó la aprobación unánime de su uniforme en su presentación den el desfile de fiestas patrias. El ministro de Educación de entonces, el general Juan Mendoza, tomó interés de la experiencia del Guadalupe, por lo que recomendó a partir de 1949, según resolución suprema, el uso del nuevo uniforme en los establecimientos nacionales y particulares

#### Marcha por las 200 millas
Los profesores y estudiantes de Guadalupe participaron en una marcha, encabezada por el director, Miguel Tipián Valenzuela. Se dirigieron hacia la Embajada estadounidense, para expresar su rechazo a una ley que atentaba contra la soberanía de las doscientas millas, como rezaba un volante en tal ocasión.

#### 1956: Arranca pasaje escolar
En 1956, en Lima como en otros lugares, no había pasajes diferenciados. Salvo el pasaje obrero hasta las 7 de la mañana. En junio se notició que habría alza de pasajes, ante tal caso los alumnos de la Nocturna de Guadalupe, marcharon hasta los locales de "El Comercio" y "la Prensa" para expresar su formal rechazo. Los estudiantes fueron golpedos con 'varas' y trece de ellos detenidos y encerrados en el "Sexto" por agentes de la Guardia Civil. Ese episodio motivó que, al día siguiente, los alumnos de la diurna y de todos otros colegios engrosaran el movimiento. El día 27 de junio se le escapaba el control de las manos de los policías. Se quemaron varios ómnibus, uno de ellos frente al Ministerio de Educación. Hubo arrestos de decenas de estudiantes y cinco habrían muerto. Por fin las autoridades cedieron y dispusieron la vigencia del pasaje escolar.

#### 1970: Cambios en el Gobierno revolucionario de la Fuerza Armada
- Desapareció el régimen de internado, que consistía en alojamiento y comida a los becarios de diversos lugares; modalidad que permitió estudiar a los mejores alumnos del Perú en el colegio Guadalupe[13]
- En el segundo piso se instalaron las oficinas que formularon y gestionaron la Reforma Educativa de 1973.
- Por la alta demanda de ingreso de alumnos, el sistema de tarde y mañana pasó al régimen de dos turnos: una de mañana, otra de tarde, pudiendo atender a la solicitud estudiantil de la época.

## Administración

### Infraestructura y administración inmobiliaria
Sede Principal. Las instalaciones principales del colegio Guadalupe (ubicado en el centro histórico de Lima) son Patrimonio de la República, por ello su administración física depende de las coordinaciones entre las correspondientes dependencias del Ministerio de Cultura y del Ministerio de Educación. Cuenta en el interior de sus instalaciones, con la capilla, el gimnasio (con una losa poliderportiva), cuatro patios cada uno con aulas alrededor, un patio central a cuyo derredor se ubican la biblioteca, la sala de cómputo, las oficinas administrativas. Cada uno de estos espacios cuenta con una segunda planta que alguna vez fue destinada a internado. En sus aulas se brinda educación secundaria a más de mil cuatrocientos alumnos.
Estadio Guadalupano. Ubicado en el distrito de Los Olivos, también en la capital de la República, está destinado a la cultura física, a la práctica de los deportes. Cuenta con dos campos de fútbol de medidas reglamentarias, uno de los cuales tiene graderías en la parte de Occidente y una pista atlética. Además, cuenta con una piscina y tres losas polideportivas, camerinos, entre otros servicios

## Asociación Guadalupana
Es la institución oficial de los egresados del colegio Guadalupe, la cual congrega e interactúa con sus asociados a nivel nacional e internacional a través de sus filiales establecidas.
En 1940, conmemorando el primer centenario de la fundación del primer colegio nacional del Perú de Nuestra Señora de Guadalupe, se reunieron en el salón de actos del plantel las diversas promociones y bajo la presidencia del ilustre guadalupano Melitón F. Porras se procedió a nombrar las diversas comisiones que darían forma a la nueva institución.
Correspondió a Francisco Tudela y Varela, personaje de la diplomacia peruana, presidir la Comisión Organizadora de la Asociación Guadalupana.
Se rentó provisionalmente una oficina, como sede, ubicada en el edificio Hidalgo 138 de la plaza San Martín. Posteriormente se trasladó la Asociación a su nueva sede social ubicada en la calle Belén n.º 1074, en el centro de la ciudad de Lima. Esta casona fue testigo de grandes eventos cívico-culturales y patrióticos a los que asistían ministros de Estados, así como también presidentes de la República, como el doctor Manuel Prado y Ugarteche y el arquitecto Fernando Belaúnde Terry.
La asociación de exalumnos tiene su sede principal en la avenida Alfonso Ugarte en Lima, a sólo dos cuadras del colegio Guadalupe. Este nuevo local se logró gracias a la labor del ingeniero Alejandro Bertello Bollati, promoción "G21" (1921) quien donó referido local, y quien fuera presidente vitalicio de la Asociación Guadalupana. El local fue inaugurado en 1960 con la asistencia del Presidente de la República Manuel Prado Ugarteche. La Asociación Guadalupana también cuenta oficialmente con su filial de Egresados en Estados Unidos de América, fundada bajo la presidencia del doctor Pedro Ruiz.

## Guadalupanos destacados
El colegio ha ejercido en la vida doctrinaria, intelectual y política del Perú una importante función. Muchos exalumnos guadalupanos han destacado en distintos campos profesionales, con singular relevancia.